# Мыс Военных Топографов
Мыс Военных Топографов — мыс на юге Чукотки, омывается Беринговым морем. Является северо-восточным входным мысом в бухту Ушакова Анадырского залива.
Относится к территории Анадырского района Чукотского АО.
Название в переводе с чукот. А’тчынот — «скрытая земля».
В 2011 году близ мыса потерпел крушение южнокорейский рыболовный траулер Oriental Angel.